# Ildırı
Ildırı, precedentemente nota come Lytri (in greco: Λυθρί, Lythrí), è un villaggio turco del distretto di Çeşme, nella provincia di Smirne, ed è situato a circa 25 chilometri a nord della stessa città di Çeşme, di fronte a Chio; è appartunuto alla Grecia fino al 1922.
L'importante città greca di Eritrea (o Eritre) si trovava qui dal periodo ellenistico, durante tutto l'Impero romano e il periodo bizantino. Le rovine sono situate all'interno dell'attuale villaggio e il sito è stato esplorato in modo approfondito nel 1960 (o 1964) dal professore Ekrem Akurgal, portando a scoperte importanti, ma da allora è stato un po' trascurato e molto sarebbe ancora da riportare alla luce. Attualmente è visibile un teatro del III secolo a.C., distrutto da un terremoto dell'anno 100. Si intravedono i resti (non ancora scavati) di un tempio di Eracle del VI secolo a.C., di un altare del V secolo a.C., di ville e pavimenti con mosaici del II secolo a.C. e, sulla collina, di un'antica basilica.
Pur essendo vicino a Çeşme, il villaggio non è stato toccato dal boom turistico che ha interessato il suo centro amministrativo, e nel paese prevale uno stile di vita tranquillo.